# Impératrice Eugénie (transatlantico)
L'Impératrice Eugénie fu il primo transatlantico costruito in Francia e il primo presso i cantieri di Saint-Nazaire. Varato nel 1864 ed entrato in servizio l'anno successivo, rimase in servizio fino al 1895, quando finì arenato sulle coste colombiane.

## Descrizione
Si trattò del primo transatlantico costruito in Francia. 
Fu costruito nei cantieri di Penhoët, che diverranno poi Chantiers de l'Atlantique e navigò quindi per la Compagnie Générale Transatlantique.
Ordinato inizialmente con il nome di Atlantique, gli fu assegnato all'entrata in servizio quello di Impératrice Eugénie, in onore dell'imperatrice dei francesi Eugenia de Montijo, moglie di Napoleone III. Fu il terzo di una serie di otto piroscafi a ruote, tre dei quali prodotti in Scozia e cinque presso i cantieri Penhoët, appena creati. Le sue "navi gemelle" furono: il Washington (1864),  Lafayette (1864), l' Europe (1865), il France (1865), il Nouveau Monde (1865), il Panama (1866) e il Saint Laurent (1866), modificato sullo scalo in nave a elica.
Messo in cantiere il 15 ottobre 1862, fu varato il 24 aprile 1864. Questo piroscafo conservava ancora le vele (due alberi), ma era dotato di macchine a vapore che azionavano le due ruote e fu l'unica nave di questo tipo a essere costruita nei cantieri di Saint-Nazaire.
Lungo 108 metri, largo fino a 13,4 metri, aveva un dislocamento di 5600 tonnellate con una stazza_lorda di 3200. Poteva imbarcare fino a 200 passeggeri e viaggiare a una velocità massima di 13 nodi.

## Servizio attivo
Fu posto in servizio attivo nel febbraio del 1865 sulla linea del Messico. Effettuava la traversata oceanica in 20 giorni. Fu a bordo dell'Impératrice Eugénie che l'imperatrice del Messico Carlotta rientrò in Europa nel luglio del 1866. 
Nel 1870, dopo la caduta di Napoleone III, il nome gli fu mutato in Atlantique.
Nel 1873, fu trasformato in transatlantico a elica, il suo scafo fu allungato di 17 metri e gli fu aggiunto un terzo albero. Ribattezzato Amérique, rientrò in servizio nel gennaio 1874 sulla linea Le Havre—New York.
Il 14 aprile 1874 fu abbandonato dai passeggeri e dall'equipaggio in piena tempasta a 100 miglia nautiche da Brest, non riuscendo più le sue pompe a buttar fuori l'acqua che si riversava entro bordo; i passeggeri e l'equipaggio furono raccolti da tre altre navi accorse. Reperito il 15 aprile, ancora a galla, da un vapore inglese, fu rimorchiato fino a Plymouth, per poi rientrare con i suoi mezzi a Le Havre. Rientrò in servizio nel marzo del 1875.
Il 7 gennaio 1877 si arenò sulla costa del New Jersey vicino a  Sea Bright e rimase immobilizzato per quattro mesi; riprese il servizio in agosto. Fu nel settembre 1880, che Sarah Bernhardt attraversò l'Atlantico a bordo dell'Amerique per la sua prima tournée in America. Nel settembre 1886 fu trasferito sulla rotta della Colombia. Nel 1892 ricevette delle macchine a tripla espansione.
Il 28 gennaio 1895 andò perduto essendosi arenato sulla costa colombiana.